# Cacateal Pital
Cacateal Pital är en ort i Mexiko.   Den ligger i kommunen Huitiupán och delstaten Chiapas, i den sydöstra delen av landet, 700 km öster om huvudstaden Mexico City. Cacateal Pital ligger 830 meter över havet och antalet invånare är 294.
Terrängen runt Cacateal Pital är bergig åt nordväst, men åt sydost är den kuperad. Runt Cacateal Pital är det ganska tätbefolkat, med 70 invånare per kvadratkilometer. Närmaste större samhälle är Simojovel de Allende, 17,8 km söder om Cacateal Pital. I omgivningarna runt Cacateal Pital växer i huvudsak städsegrön lövskog.